# Sveti Petar Orehovec
Sveti Petar Orehovec falu és község Horvátországban Kapronca-Kőrös megyében. Közigazgatásilag Bočkovec, Bogačevo, Bogačevo Riječko, Brdo Orehovečko, Brezje Miholečko, Brežani, Črnčevec, Dedina, Donji Fodrovec, Ferežani, Finčevec, Gorica Miholečka, Gornji Fodrovec, Gregurovec, Guščerovec, Hižanovec, Hrgovec, Kapela Ravenska, Kusijevec, Međa, Miholec, Mikovec, Mokrice Miholečke, Orehovec, Piškovec, Podvinje Miholečko, Rovci, Sela Ravenska, Selanec, Selnica Miholečka, Šalamunovec, Vinarec, Voljavec Riječki, Vukovec, Zaistovec és Zamladinec tartozik hozzá.

## Fekvése
Kőröstől 10 km-re északnyugatra a Kemléki-hegység lejtőin az Orovčec (egykor Orehovec) patak partján fekszik.

## Története
Orehovec legkorábbi írásos említése 1201-ből származik, amikor még birtokként szerepel. A terület birtokosa ekkor Izsán körösi ispán volt. Későbbi birtokosai Janko, Jaksa , Prevsa és leszármazottaik voltak. A birtok és később a település nevét arról a patakról kapta, amely átfolyik rajta. Az Orehovec-patakot 1217-ben II. András királynak a zágrábi püspökséget birtokaiban megerősítő oklevele is megemlíti. Orehovec településként 1334-ben szerepel először oklevélben, akkor birtokosa Kescsenjevac Pál fia György volt és már templom is állt a településen. A templom építéséről pontos adat nem áll rendelkezésre, csak annyit tudunk hogy Szent Péter és Pál apostolok tiszteletére volt szentelve. Ezt a főoltáron álló szobrok is igazolják. Ivan goricai főesperes 1334-ben már említi, tehát ennél előbb épült Kescsenjevac György birtokán. Az első templom még helyi építésű volt, ám a 14. században felépült a település új gótikus temploma. A templom nem volt nagy, inkább karcsú volt, a fény nagy csúcsíves ablakokon áramlott a belső térbe. A 2001-ben végzett feltárás során előkerült a homlokzati fal, a főkapuzat és az oldalbejárat maradványa. Első leírása az 1704-es egyházlátogatásból származik. Ebből kiderül, hogy a templom kőből épült, mennyezete fa, főbejárata a nyugati oldalon állt. Felette kőből épített harangtorony, benne két haranggal. Oldalbejárata a déli, a sekrestye az északi oldalon volt. Három oltára közül a főoltár Szent Péter és Pál tiszteletére volt szentelve, alatta a plébánosok, a szentély alatt a Tremski család sírboltja volt. A templom körül temető volt.
Több birtokos után 1405-ben Luxemburgi Zsigmond elrendelte, hogy a csázmai káptalan az orehoveci birtok javaiba Pál szlavón bánt iktassa be. A 15. és 16. századból a legtöbb történeti adat az adóösszeírásokból származik. Ezekből tudjuk, hogy lakói ebben az időben főként szőlő, búza és rozs termesztéssel foglalkoztak. Az első összeírás 1495-ben készült. 1500-ban hét, 1507-ben hat portával adózott. Az 1501-es egyházlátogatás említi Orehovec Miklós (Nikola) nevű papját. 1554-ben pestis pusztított, mely az Oszmán Birodalom felől érkezett és átterjedt a Muraközre is. Ebben az időben megszaporodtak a török rajtaütések is, melyek idővel pusztasággá tették az egykor gazdag vidéket. A nemesi birtokok nagyrészt régi főnemesi családok zálogbirtokai lettek. A Patacsichok a 17. század közepén lettek birtokosok Orehovecen. Semőczy János 1631-ben adta zálogba itteni birtokát Klanjcsec Istvánnak. Semőczy Pál 1637-ben 10 hold szántót, erdőt és szőlőt adott zálogba Hudodem Jánosnak. Ezzel egyidejűleg megindult a vidék újranépesítése. 1665-ben Zakmárdi János és György a csázmai káptalan előtt aláírt okiratban itteni birtokukat a körösi pálosoknak adják. A gótikus templomot története során többször átépítették. Az 1771-es egyházi vizitáció említi először, hogy a faluban új templom épül. Az újjáépítésben nagy szerepet játszott Petar Tuškan, aki 1769 és 1789 között volt Orehovec plébánosa. Az építés legnagyobb része 1776 és 1779 között zajlott. Az új templomot a régi Szent Péter és Pál helyett már csak Szent Péter apostol tiszteletére szentelték fel.
A falunak 1857-ben 216, 1910-ben 442 lakosa volt. Trianonig Belovár-Kőrös vármegye Körösi járásához tartozott. 2001-ben a falunak 308, a községnek 5137 lakosa volt.

## Nevezetességei
- Szent Péter apostol tiszteletére szentelt plébániatemploma[3] a 14. században már állt. Első említése 1334-ból származik. A mai templom építése 1776 és 1779 között zajlott. A régi templomot nagyrészt lebontották, csupán a 16. századi torony és a homlokzatnak a harangtoronnyal összefüggő része maradt meg. A templomot kelet felé jelentősen meghosszabbították és az épület a régi gótikus helyett késő barokk külsőt kapott. Az új templom 24 méter hosszú, 9 méter széles és magas lett. A sekrestye az északiról a déli oldalra került át, felette egy kisebb kórus a kegyurak ülőhelyeivel. A nyugati oldalra a harangtoronyhoz épült a nagy kórus. A temetőt a templomtól 250 méterre keletre helyezték át, ahol ma is található. Az új templomot Szent Péter apostol tiszteletére szentelték fel. Tornyát 2001-ben újjáépítették.

- A plébánia épülete 1795-ben épült, 1897-ben megújították.

## Külső hivatkozások
- Az alapiskola honlapja